# Let My Love Open the Door
Let My Love Open the Door è un singolo del cantante britannico Pete Townshend, pubblicato nel 1980. Quell'anno raggiunse la posizione numero nove della Billboard Hot 100 e la posizione numero cinque della classifica dei singoli Top 100 di RPM.

## Descrizione
Sebbene Pete Townshend sia un devoto del guru religioso Meher Baba, nelle note di copertina del suo CD Anthology ha affermato che "Gesù canta" nel brano. Cash Box l'ha definito un "brano gioioso e beato che presenta un'emozionante melodia di tastiere e sintetizzatore e armonie alte multitraccia". Record World l'ha definito un "pop-rocker senza tempo".
Let My Love Open the Door è stato pubblicato come secondo singolo di Empty Glass in Gran Bretagna, dove è stato accompagnato dai brani non inclusi nell'album Classified e Greyhound Girl. Il brano fu un successo minore, raggiungendo la posizione numero 46. La canzone ebbe più successo quando fu pubblicata come singolo di debutto di Empty Glass in America, dove raggiunse la posizione numero 9. Fu l'unico successo solista di Pete Townshend nella top 10 della Billboard Hot 100, ma la canzone dei The Who I Can See for Miles, scritta da Pete Townshend, raggiunse la stessa posizione in classifica 13 anni prima.
Inizialmente, il manager di Pete Townshend detestava il brano perché "non suonava come Townshend" e voleva che fosse rimosso da Empty Glass. Tuttavia, dopo il successo del brano nelle classifiche, il manager lo chiamò per scusarsi.
Nonostante il successo critico e commerciale, Pete Townshend non la considerava una delle sue canzoni migliori. In un'intervista a Rolling Stone disse che Let My Love Open the Door era "solo una canzoncina", affermando inoltre di preferire il suo minor successo statunitense "A Little Is Enough" dello stesso album.

## Tracce
Lato A
1. Let My Love Open the Door – 2:44

Lato B
1. Classified – 3:58
2. Greyhound Girl – 3:06

## Uso nei media
Il brano è stato incluso nella colonna sonora del film Metti la nonna in freezer.

## Cover
- Una cover del brano realizzata da Natalie Imbruglia è inclusa nel suo album Male.